# Alsószuha
Alsószuha község Borsod-Abaúj-Zemplén vármegyében, a Putnoki járásban. 

## Fekvése
A Szuha-patak két partján, a szlovák határ közelében fekszik, Putnoktól közúton 16 km-re északra, Aggtelektől szintén 16 km-re délre.
A környező települések: északra Zádorfalva (1 km) és Ragály (8 km), délkeletre Dövény (5 km), nyugatra Kelemér (6 km). Közeli városok Putnokon kívül Rudabánya (17 km) és Kazincbarcika (21 km).

### Megközelítése
Csak közúton érhető el, Dövény vagy Zádorfalva érintésével, a 2605-ös úton.
A megyeszékhely, a 41 kilométerre fekvő Miskolc irányából a legegyszerűbben a 26-os főútról érhető el, Kazincbarcikánál észak felé letérve a 2606-os, majd Szuhakállótól a 2605-ös úton.

## Története
Innen származik az Ajtony nemzetségből eredő Szuhay család.
A fennmaradt írások a 14. század elején említik először a településen Szent György tiszteletére emelt középkori templomot. Ekkor még magát a községet is Szentgyörgyszuhának nevezték. 
1558-ban török csapatok égették fel a falut, de később újra benépesült. Lakosai akkor már reformátusok voltak. 
A 19. században tűzvész pusztított a településen. A település 1923-ig Gömör és Kishont vármegye, 1923 és 1938 között Borsod, Gömör és Kishont vármegye, 1938 és 1945 között ismét Gömör és Kishont vármegye, majd 1945-1949 között Borsód-Gömör vármegye része volt. 
Alsószuha ma kedvelt kirándulóhely.

## Közélete

### Polgármesterei
- 1990–1994: Kiss István (független)[3]
- 1994–1998: Kiss István (független)[4]
- 1998–2002: Kiss István (független)[5]
- 2002–2006: Kiss István (független)[6]
- 2006–2010: Hevesi István (független)[7]
- 2010–2014: Hevesi István (független)[8]
- 2014–2019: Nagy Károly (független)[9]
- 2019–2024: Nagy Károly (független)[10]
- 2024– : Nagy Károly (független)[1]

## Népesség
A település népességének alakulása:
| Lakosok száma | 418  | 418  | 423  | 409  | 406  | 410  | 379  |
|               | 2013 | 2014 | 2015 | 2021 | 2022 | 2023 | 2024 |

2001-ben a település lakosságának 86%-át magyar, 14%-át cigány származású  emberek alkották.
A 2011-es népszámlálás során a lakosok 96,8%-a magyarnak, 10,8% cigánynak, 1,1% németnek mondta magát (3,2% nem válaszolt; a kettős identitások miatt a végösszeg nagyobb lehet 100%-nál). A vallási megoszlás a következő volt: római katolikus 20,6%, református 56,4%, evangélikus 0,2%, görögkatolikus 5%, felekezet nélküli 8,7% (8,9% nem válaszolt).
2022-ben a lakosság 95,8%-a vallotta magát magyarnak, 9,9% cigánynak, 0,5% németnek, 0,2% horvátnak, 0,2% románnak, 1,5% egyéb, nem hazai nemzetiségűnek (4,2% nem nyilatkozott; a kettős identitások miatt a végösszeg nagyobb lehet 100%-nál). Vallásuk szerint 16,5% volt római katolikus, 37,2% református, 2,2% görög katolikus, 0,2% egyéb keresztény, 0,2% evangélikus, 9,4% felekezeten kívüli (33% nem válaszolt).

## Neves személyek
- Itt született 1846-ban Kovács Zsigmond városi számfejtő, író.
- Itt született 1902-ben Szabó Zoltán magyar teológus, országgyűlési képviselő († 1965).
- Itt született 1928-ban Szuhay Miklós történész, az MKKE rektora.

## Nevezetességek
- Református templom. A jelenlegi késő barokk stílusú templom 1828-ban épült.